# Ferula drudeana
Espèce
Ferula drudeana, la férule de Drude, est une espèce de plantes à fleurs de la famille des Apiaceae, originaire de la région d'Adana en Turquie où elle n'est connue qu'en  trois endroits, tous des sites de villages habités de longue date. Les analyses phylogénétiques montrent son appartenance à un clade d'espèces d'Asie centrale du genre Ferula.
Elle pourrait être le légendaire silphium de l'Antiquité.

Ferula drudeana
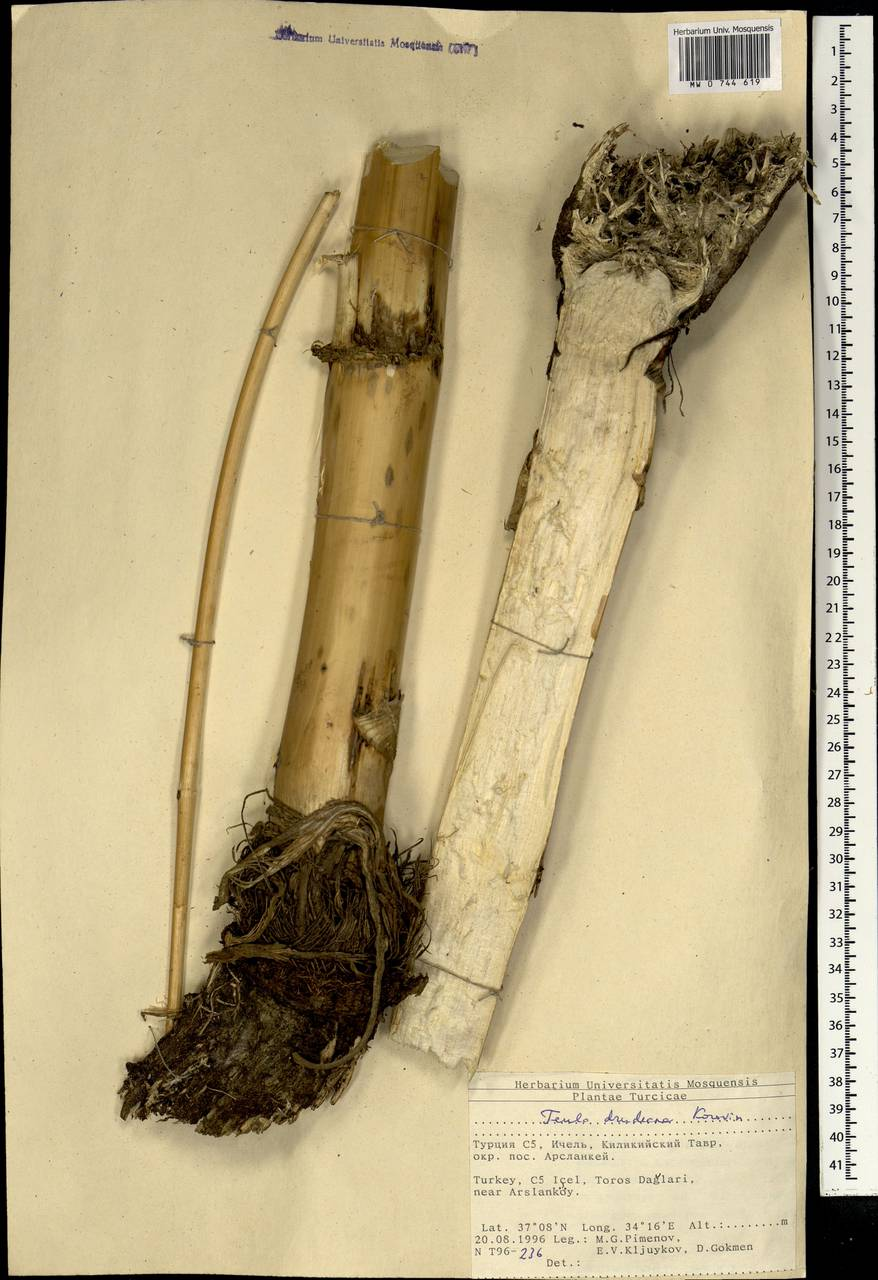
Tige.
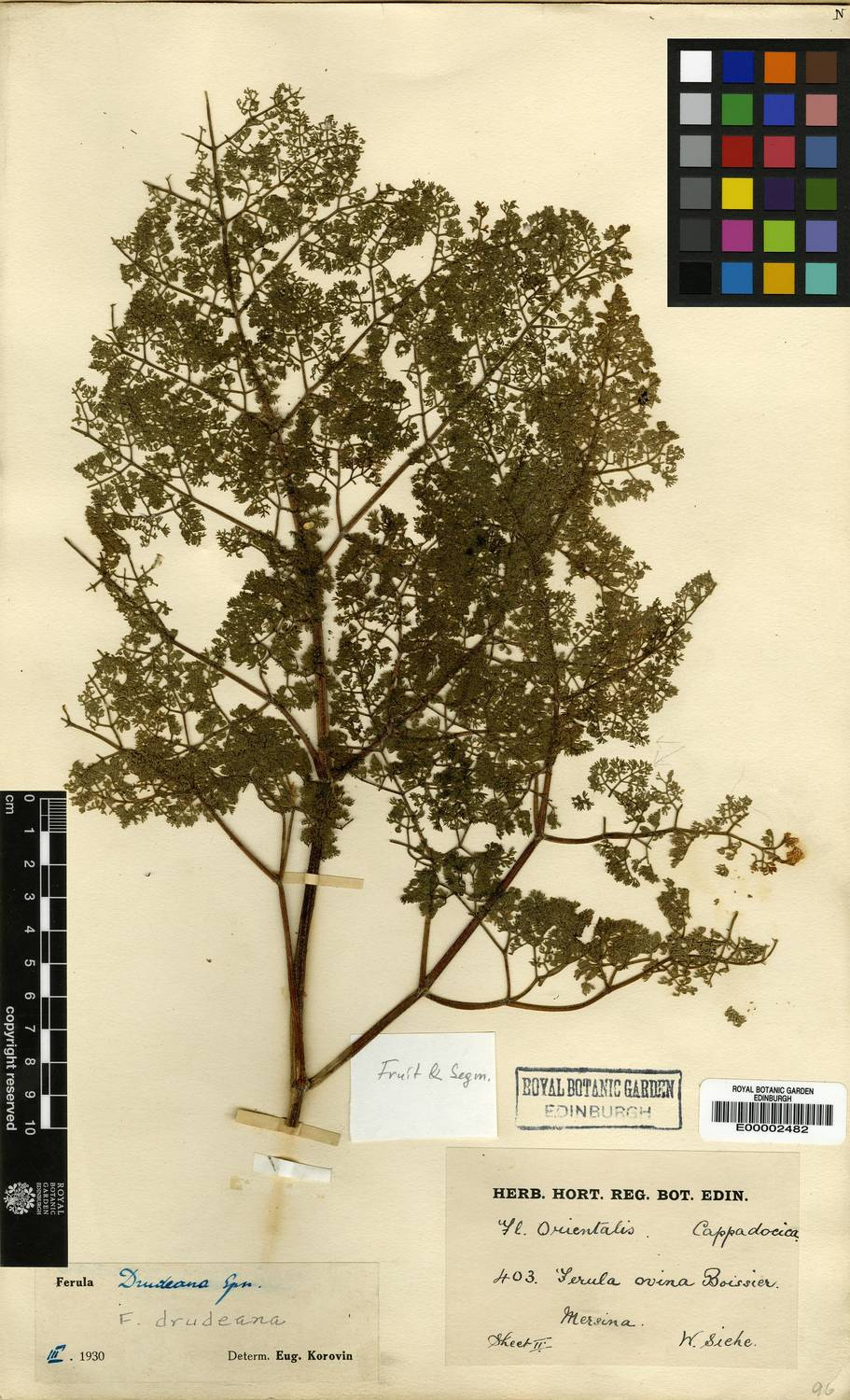
Feuille basale.